# Francesco Saja
Francesco Saja (Rometta, 27 augustus 1915 – Rome, 31 juli 1994) was een hoge magistraat in Italië. Hij zetelde in Rome zowel in het Hof van Cassatie als in het Grondwettelijk Hof van de republiek Italië.

## Levensloop
Saja groeide op in Rometta, een dorp op het eiland Sicilië dat zich nabij de stad Messina bevindt. Zijn ouders waren leerkracht. In 1942 promoveerde hij tot doctor in de rechten aan de universiteit van Messina, in de laatste jaren van het koninkrijk Italië. Saja startte een carrière bij de magistratuur. 
In de periode 1957-1963 was hij raadsheer in het hof van beroep eerst in Perugia en nadien in Rome. Hij werd bevorderd tot raadsheer bij het Hof van Cassatie in 1963; hij bleef er zetelen tot 1981. In de laatste jaren bij Cassatie was hij advocaat-generaal waarbij hij strafzaken behandelde die te maken hadden met terrorisme. Saja was adviseur bij verschillende ministers van Justitie. Zo werkte hij mee bij herzieningen van het strafrecht, en dit zelfs continu in de jaren 1974-1976.
Van 1981 tot 1990 was Saja raadsheer bij het Grondwettelijk Hof van de republiek Italië. Hij was de voorzitter ervan van 1987 tot 1990.
Nadien, in 1990, was hij betrokken bij het nieuw opgericht agentschap Autorità garante della concorrenza e del mercato, waarvan hij directeur werd. Dit is de Italiaanse autoriteit voor mededinging en handelsconcurrentie. Hier bereidde hij de Italiaanse handelswetgeving voor op de eenmaking van de Europese markt.
Saja is auteur van juridische publicaties en dit in diverse zaken zoals bijvoorbeeld de relatie tussen de regio en de federale staat, nucleaire veiligheid, spoedhulp na een aardbeving of grondwettelijke vraagstukken.
In 1994 overleed hij.

## Eerbewijzen
- President Pertini kende hem in 1981 het grootkruis toe in de Orde van Verdienste (Italië).[3]
- In 1989 ontving Saja een eredoctoraat aan de universiteit Jean Moulin Lyon 3.[4]